# Hypericophyllum
Hypericophyllum es un género de plantas fanerógamas perteneciente a la familia de las asteráceas. Comprende 14 especies descritas y solo 11 aceptadas.

## Taxonomía
El género fue descrito por  Steetz in W.C.H.Peters y publicado en Naturwiss. Reise 498. 1864. La especie tipo es: Hypericophyllum compositarum Steetz	

## Especies aceptadas
A continuación se brinda un listado de las especies del género Hypericophyllum aceptadas hasta junio de 2012, ordenadas alfabéticamente. Para cada una se indica el nombre binomial seguido del autor, abreviado según las convenciones y usos.
- Hypericophyllum altissimum (Klatt) J.-P.Lebrun & Stork
- Hypericophyllum angolense (O.Hoffm.) N.E.Br.
- Hypericophyllum brevipapposum Gilli
- Hypericophyllum compositarum Steetz
- Hypericophyllum congoense (O.Hoffm.) N.E.Br.
- Hypericophyllum elatum (O.Hoffm.) N.E.Br.
- Hypericophyllum gossweileri S.Moore
- Hypericophyllum hessii (Merxm.) G.V.Pope
- Hypericophyllum multicaule Hutch.
- Hypericophyllum nyassicum Gilli
- Hypericophyllum tessmannii (Mattf.) G.V.Pope